# Seytenga
Seytenga ist sowohl eine Gemeinde (französisch commune rurale) als auch ein dasselbe 698 km² große Gebiet umfassendes Departement im westafrikanischen Staat Burkina Faso in der Region Sahel und der Provinz Séno. Die Gemeinde hat 15.851 Einwohner und liegt nahe der Grenze zu Niger. Die durch Seytenga führende Nationalstraße 3 ist zur Asphaltierung vorgesehen.
Seytenga verfügt über einen kleinen Stausee.